# Nocturnus
Banda de death metal dos Estados Unidos formada pelo baterista Mike Browning logo após sua saída do Morbid Angel. O disco The Key, lançado pela banda no início dos anos 90, é pioneiro dentro do estilo por abordar temas futuristas e de ficção científica, algo incomum para as bandas de metal extremo da época.
O Nocturnus encerrou as atividades em 2002. Em 2019, Mike Browning reativou o grupo, e por questões contratuais, nomeou a banda para Nocturnus A.D. (After Death). Com esse nome lançaram no mesmo ano o álbum Paradox.

## Integrantes
Última formação
- Mike Davis  - guitarra (1988-1993, 2000-2002)
- Louis Panzer - teclado (1988-1992, 2000)
- Sean McNenney - guitarra (1990-1993, 2000-2002)
- Emo Mowery - baixo (1992-1993), Baixo, Vocal (2000-2002)
- Chris Bieniek - bateria (2002)

Antigos membros
- Richard Bateman - baixo (1987, 1999-?)
- Mike Browning - bateria, vocal (1987-1992)
- Vincent Crowley - guitarra (1987)
- Gino Marino - guitarra (1987-1988, 1999-2001)
- Jeff Estes - baixo (1988-1992)
- James Marcinek - bateria (1992-1993)
- Dan Izzo - vocal (1992-1993)
- Rick Bizarro - bateria (2000-2002)
- Jim O'Sullivan - baixo (1991)

## Discografia
- Nocturnus (demo, 1987)
- The Science of Horror (demo, 1988)
- The Key (1990)
- Thresholds (1992)
- Nocturnus (EP, 1993)
- Ethereal Tomb (2000)
- A Farewell to Planet Earth (DVD, 2004)
- The Nocturnus Demos (compilação, 2004)